# Ɇ̱
Cette page contient des caractères spéciaux ou non latins. S’ils s’affichent mal (▯, ?, etc.), consultez la page d’aide Unicode.
Ɇ̱ (minuscule : ɇ̱), appelé e barré macron souscrit, est un graphème utilisé dans l’écriture du chinantèque d’Ojitlán. Il s’agit de la lettre Ɇ̱ diacritée d’un macron souscrit.

## Représentations informatiques
Le e barré macron souscrit peut être représenté avec les caractères Unicode suivants :
- décomposé (latin étendu B, diacritiques) :

| formes    | représentations | chaînes de caractères | points de code | descriptions                                                |
| --------- | --------------- | --------------------- | -------------- | ----------------------------------------------------------- |
| capitale  | Ɇ̱               | Ɇ◌̱                    | U+0246 U+0331  | lettre majuscule latine e barré diacritique macron souscrit |
| minuscule | ɇ̱               | ɇ◌̱                    | U+0247 U+0331  | lettre minuscule latine e barré diacritique macron souscrit |

## Sources
- (es + chj) INEA, Escribo mi lengua. Chinanteco de Ojitlán, ꞌE sɨɨ̱ jújmi kiɨ͇. Jújmi kíꞌ tsa kö ꞌwɨ̱̈ɨ̈, Mexico, Instituto Nacional para la Educación de los Adultos, INEA, coll. « MIBES » (no 7), 2011 (lire en ligne)